# Público (México)
Público fue un diario independiente con sede en Guadalajara, Jalisco, fundado el 8 de septiembre de 1997 y desaparecido el 5 de junio de 2011.

## Historia
El diario fue fundado el 8 de septiembre de 1997, por el economista, sociólogo y periodista Jorge Zepeda Patterson, Vicente Velázquez, Guillermo Zepeda Patterson y Diego Petersen, con el respaldo de un grupo de empresarios tapatíos.
El diseño original del nuevo diario fue creación del diseñador y fotógrafo catalán Jaume Mor (procedente de El Periódico de Catalunya), con la cabecera en color naranja, y con antetítulos o etiquetas temáticas en tipografía blanca sobre fondos rectangulares grises.
El nuevo diario nació con una plantilla editorial producto de un "trasvase" de gran parte del personal que laboró hasta agosto de 1997 en el periódico Siglo 21.
Público logró trabajar con números negros luego de dos meses de haber iniciado su andadura en la comarca guadalajarense, en parte gracias al impulso inercial y a la fama de que gozó Siglo 21.
El periódico fue una voz crítica, similar en sus funciones al diario del que procedían los más de sus reporteros y editores. En 2000, al editor Alejandro Figueroa le asignaron Ciberia, un suplemento semanal dedicado a la informática, hardware, etcétera.
Jorge Zepeda cumplió sus propósitos de crear un Comité de Empresa (un Comité d'Entreprise), una figura existente en Francia y en Bélgica, que preconiza la copropiedad de una empresa entre los accionistas y los empleados.  Él y los otros fundadores obsequiaron participaciones a los asalariados de Público.

### Venta de acciones
En agosto de 1998, los accionistas de la empresa editora del diario, Página Tres, S.A. de C.V., decidieron vender 66.66 por ciento de las acciones a Grupo Multimedios, del empresario Francisco Antonio González Sánchez, hijo de Jesús Dionisio González González, un empresario y político que fue presidente municipal de San Pedro Garza García, Nuevo León, en 1970-1971, durante la primera parte del echeverriato. En dicho Grupo fungía como director general el periodista regiomontano Federico Arreola Castillo.
Jorge Zepeda abandonó la nave y se mudó a la Ciudad de México, para acceder a una subdirección del diario El Universal. Federico Arreola se vio sorprendido por la decisión.

### Transformación
En ese año de 1998, la cabecera del diario fue modificada; desapareció el color naranja y arribó el morado, que duró hasta el domingo 5 de junio de 2011, su última jornada como Público, porque al día siguiente, 6 de junio de 2011, nacía un nuevo periódico: Milenio Diario Jalisco, con el cabezal en letras rojas.

## Línea editorial
La línea editorial fue crítica respecto de los gobernantes locales y nacionales y de la clase política en general.